# Pseudupeneus
Pseudupeneus là một chi cá phèn thường xuất hiện ở vùng biển Đại Tây Dương và phía đông Thái Bình Dương. Chúng chủ yếu sống ở vùng nước ven biển của thềm lục địa, nhưng đôi khi cũng có thể được tìm thấy ở vùng nước sâu.

## Các loài
Hiện tại có 3 loài được công nhận trong chi này:
| Loài                                    | Tên thông dụng        | Hình ảnh |
| --------------------------------------- | --------------------- | -------- |
| Pseudupeneus grandisquamis (Gill, 1863) | Bigscale goatfish     |          |
| Pseudupeneus maculatus (Bloch, 1793)    | Spotted goatfish      |          |
| Pseudupeneus prayensis (Cuvier, 1829)   | West African goatfish |          |